# Jean-Pierre Thiollet
Jean-Pierre Thiollet (Poitiers, 1956. december 9. –) francia újságíró, esszéista, szakíró, vállalati tanácsadó.

## Könyvei
- Hallier ou l'Edernité en marche (2018)
- Improvisation so piano (2017)
- Hallier l'Edernel jeune homme (2016)
- 88 notes pour piano solo (2015)
- Piano ma non solo (2012)
- Bodrum (2010)
- Carré d'Art (2008)
- Barbey d'Aurevilly (2006)
- Je m'appelle Byblos (2005)
- Sax, Mule & Co (2004)
- Előszó, Willy, Colette et moi (Sylvain Bonmariage, 2004, reprint)
- Utrillo (1982),  könyv a kollekiv (J.Fabris, C.Wiart, A. Buquet, J-P Thiollet, J.Birr, C. Banlin-Lacroix, J. Foret)